# Long Gone Before Daylight
Long Gone Before Daylight är ett musikalbum av det svenska bandet The Cardigans, utgivet i mars 2003.
Under de drygt fyra åren som gått sedan det deras förra album Gran Turismo hade bandmedlemmarna Nina Persson, Peter Svensson och Magnus Sveningsson ägnat sig åt olika soloprojekt. Long Gone Before Daylight fick ett mörkare sound än deras tidigare skivor och med influenser från bland annat countrymusik.
Albumet toppade albumlistan i Sverige och singlarna "For What It's Worth" och "You're the Storm" nådde båda topp 10 på singellistan. Det vann kategorin årets album på Grammisgalan 2003 , samtidigt som The Cardigans utsågs till årets rockgrupp. Internationell blev dock albumet något av en flopp, efter framgångar med föregångarna First Band on the Moon och Gran Turismo.

## Låtlista
Alla låtar skrivna av Nina Persson och Peter Svensson, förutom där annat är noterat.
1. "Communication" – 4:28
2. "You're the Storm" – 3:53
3. "A Good Horse" – 3:17
4. "And Then You Kissed Me" – 6:03
5. "Couldn't Care Less" – 5:32
6. "Please Sister" – 4:37
7. "For What It's Worth" – 4:16
8. "Lead Me into the Night" – 4:32
9. "Live and Learn" – 4:16
10. "Feathers and Down" – 4:30
11. "03.45: No Sleep" – 3:45

Japan- och Kanadautgåvornas bonusspår
1. "If There is a Chance" – 4:14

UK-utgåvans bonusspår
1. "Hold Me" (mini version) – 0:33
2. "If There is a Chance" – 4:14

USA-utgåvans bonusspår
1. "Hold Me" (mini version) – 0:33
2. "If There is a Chance" – 4:14
3. "For the Boys" (Larson, Persson, Svensson) – 3:37

Med USA utgåvan kommer en bonus DVD, Up Before Dawn, innehållande musikvideor av låtarna "For What It's Worth", "You're the Storm" och "Live and Learn". Även liveinspelningar av de tre låtarna och 20 minuter intervjumaterial med bandet finns på DVD:n. 